# شورية أليفة الكالسيوم
شورية أليفة الكالسيوم (الاسم العلمي:Shorea calcicola) هي نوع غير مؤكد من النباتات تتبع جنس الشورية من فصيلة مجنحية الثمر.